# Teletyposetter
Teletyposetter – urządzenie stosowane w poligrafii pozwalające na kodowanie tekstu na taśmie dziurkowanej. Zakodowany w tym urządzeniu tekst można było następnie przesyłać drogą radiową lub telegraficzną. 